# Нырковые буревестники
Нырковые буревестники, или ныряющие буревестники (лат. Pelecanoides), — род морских птиц из семейства буревестниковых (Procellariidae). Ранее выделялся в семейство нырковых, или китовых буревестников (Pelecanoididae).

## Классификация
Международный союз орнитологов включают в род четыре вида птиц:
- Pelecanoides garnotii (R. Lesson & Garnot, 1828) — Перуанский нырковый буревестник
- Pelecanoides georgicus Murphy & Harper, 1916 — Георгийский нырковый буревестник[2]
- Pelecanoides magellani (Mathews, 1912) — Магелланов нырковый буревестник[2]
- Pelecanoides urinatrix (J. F. Gmelin, 1789) — Обыкновенный нырковый буревестник

В 2018 года было предложено выделить вид Pelecanoides whenuahouensis, но Международный союз орнитологов продолжает рассматривать его в качестве подвида георгийского ныркового буревестника (Pelecanoides georgicus whenuahouensis).